# Химера (гора)

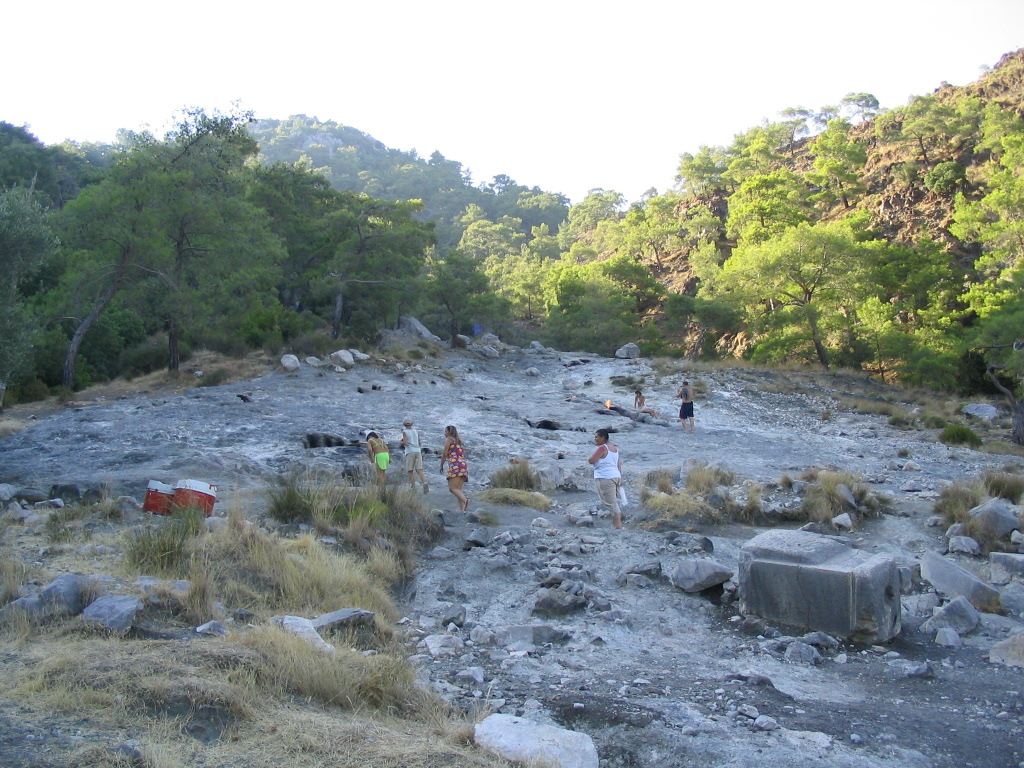
Природні вогні в районі Янарташ. Вважається, що цей геотермічно активний регіон надихнув міф про Химеру.

Гора Химера (дав.-гр. Χίμαιρα, лат. Mons Chimaera) — місце в стародавній Лікії, відоме тим, що на ній постійно палали природні вогні. Вважається, що георгафічно їй відповідає територія під назвою Янарташ (тур. Yanartaş — дослівно «палаючі камні») неподалік Чірали у Туреччині, де метан та інші гази виходять з під землі і призводять до утворення постійних вогнів. Деякі стародавні джерела вважали цю гору джерелом міфу про вогнедишну потвору на ім'я Химера.

## Згадки
Ктесій є найдавнішим відомим автором, який запропонував евгемеристичну теорію, що пов'язує міфічну Химеру з реальним географічним об'єктом. Ми знаємо про це завдяки цитаті Плінія Старшого, який у своїй другій книзі «Природнича історія» ототожнював Химеру з постійними газовими отворами на горі Химера, неподалік стародавнього лікійського міста Фаселіс, про яку він писав, що вона «…справді горить полум'ям, яке не вмирає ні вдень, ні вночі». Плінія згодом цитували Фотій і Агрікола.

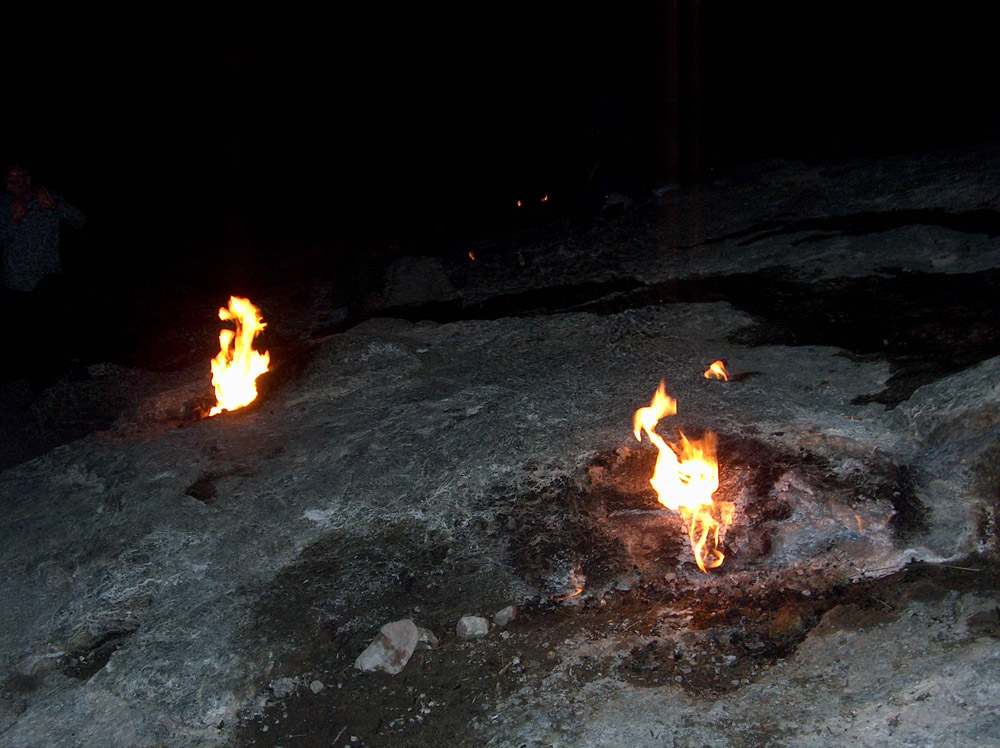
Вогні Янарташ вночі.

Страбон і Пліній є єдиними збереженими стародавніми джерелами, які вказують саме на лікійський топонім, хоча про топонім без прив'язки до Лікії кажуть Ісидор Севільським і Мавр Сервій, коментатор Енеїди. Страбон вважав Химеру ущелиною на іншій горі Лікії, розміщаючи її між горами Краг і Антикраг у південній частині сучасного Бабадаґа, приблизно в 75 км на захід по прямій від сучасного Янарташа і Ісидор цитує письменників з природної історії, що кажуть про вогонь на горі Химера, на якій в одному місці були леви, в іншому кози, а в третьому повно змій. Сервій заходить так далеко, що описує її з левами на вершині гори, пасовищами, повними кіз посередині, і зміями навколо основи, таким чином імітуючи опис Химери Гомера.
Місце було визначене сером Френсісом Бофортом у 1811 році як сучасний турецький Янарташ, який описав Томас Абель Брімейдж Спратт у своїй «Подорожі в Лікію, Міляс і Кібіратіс у компанії з покійним преподобним E.T. Даніелем». Дискусію про зв'язок між міфом і точним розташуванням гори Химера розпочав Альберт Форбігер у 1844 році, а Джордж Еварт Бін вважав, що назва була алохтонною і могла бути перенесена сюди з її початкового розташування далі на заході, як це стверджував Страбон, завдяки наявності на цьому місці аналогічного геологічного явища виходу підземних газів та пожеж, що принесли сюди вогонь.

## Свідчення в античних джерелах

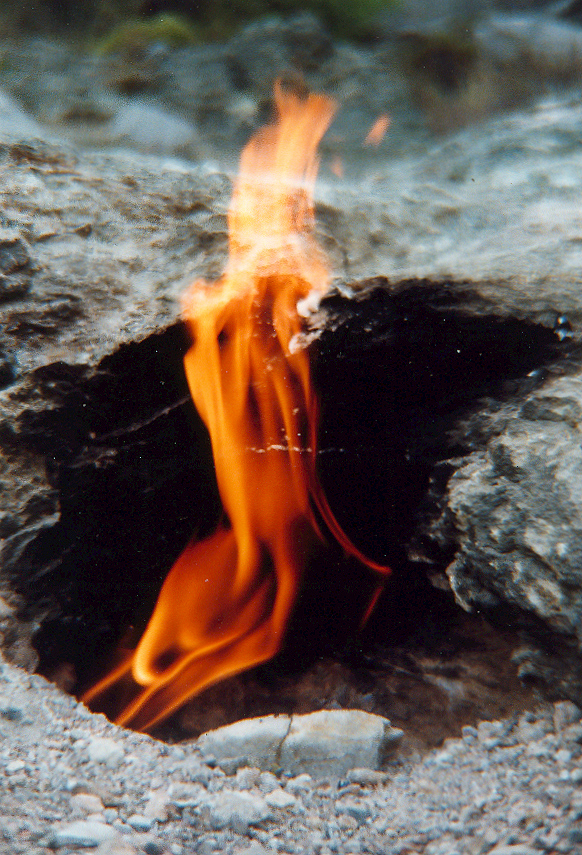
Природні вогні Янарташ

- Химера зображена у вигляді триподібного звіра; спереду лев, ззаду пітон, посередині козел. Деякі автори природної історії кажуть, що це не тварина, а гора в Кілікії, яка в деяких місцях годує левів і кіз, в деяких горить, в деяких повна змій. Беллерофонт зробив це місце придатним для проживання, тому він, як кажуть, «убив Химеру»[1]. Ісидор Севільський, Etymologiae 11.3.36

- Її назвали Лікією, тому що вона на сході межувала з Кілікією. Бо має Кілікію на сході, море на заході й півдні, а Карію на півночі. Там [у Лікії] є гора Хімера, яка літніми ночами дихає вогнем, як Етна на Сицилії та Везувій у Кампанії)[2]. Ісидор Севільський, Етимології 14,3,46.
- Гора Химера (англ .) Пліній 2.105 Майгоф
- Гора Химера (англ .) Пліній 5,43
- Химера як географічний орієнтир. (англійська) «Мис» — глоса перекладача[3]. Пліній 5.53
- «Насправді є гора Химера. . .» Сервій на Енеїді 6.288 .
- «певний яр, Химера, що тягнеться від узбережжя». (англійська) Страбон 14.3.5,
- Біля Адратчана, неподалік від руїн Олімпосу, серед вапняку височіє кілька округлих змієподібних пагорбів, і деякі з них несуть маси цієї скелі. На стику однієї з цих мас скальї та серпантину знаходиться Янар, відомий як Химера стародавніх, знову відкритий у наш час капітаном Бофортом. Це не що інше, як потік легкозаймистого газу, що витікає з печери, яку можна побачити в кількох місцях на Апеннінах . Серпантин безпосередньо навколо полум'я спалений і попелястий, але це лише на один-два фути, безпосереднє сусідство з Янаром представляє той самий вигляд, що й було за часів Сенеки, який пише «Laeta itaque regio est et herbida, nil flammis adurentibus» Листи 79,3 Така хімера —позбавлена усіх своїх жахів. Однак його все ще відвідують як лев як греки, так і турки, які використовують його класичне полум'я для приготування їжі на вечерю[4].

- Лікія — найвідоміша область (місцеві її жителі називають Гефестіоном), у багатьох місцях є діри в землі, які оточує нешкідливий вогонь, не завдаючи шкоди народженим рослинам. Тому регіон радісний і трав’янистий, без їдкого полум’я, а лише млявий і млявий із блискучою силою[5]. Сенека Послання 79, 3